# Elena Ferrante
Elena Ferrante (* 1943 Neapol) je pseudonym italské spisovatelky a překladatelky. Její knihy, původně vydané v italštině, byly přeloženy do mnoha jazyků. Mezi její nejznámější díla patří Neapolská sága. Identita spisovatelky není známá.

## Dílo
Ferrante je autorkou půl tuctu románů, z nichž nejvýznamnější je tetralogie známá jako Neapolská sága, která vypráví o dvou vnímavých a inteligentních dívkách z Neapole, které se pokoušejí žít plnohodnotný život uvnitř kultury, která je plná násilí. Série se skládá z knih Geniální přítelkyně (2012), Příběh nového jména (2013), Příběh těch, co odcházejí, a těch, kteří zůstanou (2014) a Příběh ztracené holčičky (2015), který byl nominován na italskou literární cenu Strega. Český literární časopis A2 zařadil tuto tetralogii mezi nejlepší světové prózy po roce 2000.
Ferrante tvrdí, že "jakmile jsou knihy napsány, už nepotřebují svého autora." Opakovaně uvádí, že anonymita je předpokladem pro její práci a že uchování jejího pravého jména v tajnosti je jedním z klíčů úspěšného tvůrčího procesu psaní.
Čtvrtá kniha z tetralogie Příběh ztracené holčičky se objevila v žebříčku 10 nejlepších knih roku 2015 podle New York Times.

## Anonymita autorky
Navzdory tomu, že byla Ferrante uznána jako vynikající autorka románů v mezinárodním měřítku, uchovává si svou anonymitu již od vydání prvního románu v roce 1992. Spekulací o její pravé identitě bylo mnoho, většina z nich vznikla na základě informací, které Ferrante uváděla v rozhovorech nebo na základě analýzy informací čerpaných z jejích knih.
Z rozhovorů pro média, která Ferrante v průběhu let dala, a z dopisů, které byly publikovány, je možné říci pár informací o jejím životě. Vyrostla v italském městě Neapol. Některá životní období prožila mimo Itálii. Zmínila, že je matkou, a pravděpodobně není vdaná. Vystudovala klasickou literaturu a krom psaní dle svých slov "studuje, překládá a vyučuje". Odmítá tvrzení, že by byla mužem.
V březnu roku 2016 vydal Marco Santagata, italský spisovatel, filolog a profesor na univerzitě v Pise, článek, který popisoval jeho teorii o identitě Ferrante. Santagatův dokument čerpal z filologické analýzy Ferrantina psaní, ze studie podrobného popisu města Pisy, o kterém ve svém románu píše, a skutečnosti, že autorka disponuje odbornými znalostmi moderní italské politiky. Na základě těchto informací dospěl k závěru, že autorka žila v Pise, kterou ale roku 1966 opustila, a proto za pravděpodobného autora označil neapolskou profesorku Marcellu Marmo, která studovala v Pise od roku 1964 do roku 1966. Jak Marmo, tak vydavatel však tuto Santagovu identifikaci popírají.
V říjnu roku 2016 zveřejnil investigativní novinář Claudio Gatti článek, který se týkal platebních transakcí a dospěl k závěru, že Anita Raja, překladatelka žijící v Římě, je oním tajemným autorem skrývajícím se za pseudonymem Ferrante. Mnozí Gattiho kritizovali za narušení soukromí. Britský romanopisec Matt Haig na toto téma napsal: "Tato snaha o objevení skutečné Eleny Ferrante je ostudná a také zbytečná. Pravou identitou autora je kniha, kterou napíše." V prosinci 2016 zveřejnil kontroverzní italský prankster Tommaso Debenedetti na internetových stránkách španělského deníku El Mundo údajný rozhovor s Rajou, který potvrzuje, že je skutečně Elena Ferrante. Avšak to bylo rychle zamítnuto Ferrantiným vydavatelem, který označil rozhovor za falešný.
V září 2017 analyzoval tým vědců, počítačových odborníků a lingvistů na univerzitě v Padově 150 románů napsaných v italštině 40 různými autory, včetně sedmi knih od Eleny Ferrante. Na základě této analýzy uvedli, že manžel Anity Raja, Domenico Starnone, je pravděpodobným autorem Ferrantiných děl.

## Adaptace
Doposud byly zfilmovány tři její romány. Román Tíživá láska byl uveden v roce 1995 pod názvem L'amore molesto, režisérem je neapolský rodák Mario Martone. Další italský režisér, tentokrát Roberto Faenza, natočil v roce 2005 adaptaci románu Dny opuštění, v italském originále I giorni dell'abbandono. Adaptací románu Temná dcera režisérsky debutovala Maggie Gyllenhall, hlavních rolích se představily Olivia Colman, Dakota Johnson a Jessie Buckley. Tato adaptace pod názvem The Lost Daughter měla premiéru na 78. filmovém festivalu v Benátkách a získala řadu cen.
Seriálové adaptace se dočkala Neapolská sága pod názvem L'amica geniale (česky Geniální přítelkyně). Seriál vycházel mezi lety 2018 a 2024 na HBO, a každá sezóna se zaměřila na jednu z knih. V roce 2023 vyšel na streamovací platformě Netflix seriál La vita bugiarda degli adulti, adaptace románu Prolhaný život dospělých.

### Filmové adaptace
- L'amore molesto, 1995, rež. Mario Martone.
- I giorni dell'abbandono, 2005, rež. Roberto Faenza.
- The Lost Daughter, 2021, rež. Maggie Gyllenhaal.

### Seriálové adaptace
- L'amica geniale, 2018-2024, rež. Saverio Costanzo.
- La vita bugiarda degli adulti, 2023, rež. Edoardo De Angelis.

## České překlady

### Neapolská sága
- Geniální přítelkyně (orig. L’amica geniale) – 1. díl. 1. vyd. Praha: Prostor, 2016. Překlad: Alice Flemrová
- Příběh nového jména (orig. Storia del nuovo cognome) – 2. díl. 1. vyd. Praha: Prostor 2017. Překlad Alice Flemrová.
- Příběh těch, co odcházejí, a těch, kteří zůstanou (orig. Storia di chi fugge e di chi resta) - 3. díl. 1. vyd. Praha: Prostor, 2017.
- Příběh ztracené holčičky (orig. Storia della bambina perduta) - 4 díl. 1. vyd. Praha: Prostor, 2018.

### Další české překlady
- Dny opuštění (orig. Giorni dell´abbandono). 1. vyd. Zlín: Kniha Zlín, 2011.192 S. Překlad: Jakub Volný.
- Tíživá láska (orig. L'amore molesto). 1. vyd. Praha: Prostor, 2018. Překlad Alice Flemrová.
- Pláž v noci (orig. La spiaggia di notte). 1. vyd. Praha: Prostor, 2019. Překlad Alice Flemrová.[27]
- Temná dcera (orig. La figlia oscura). 1. vyd. Praha: Prostor, 2019. Překlad Alice Flemrová.[28]
- Příležitostné nápady (orig. L’invenzione occasionale). 1. vyd. Praha: Prostor, 2020. Překlad Anna Kudrnová.
- Prolhaný život dospělých (orig. La vita bugiarda degli adulti). Prostor, 2020. Překlad Sarah Baroni.
- Na okraji: O potěšení z četby a psaní (orig. I margini e il dettato). Prostor, 2022. Překlad Sarah Baroni.

## Do češtiny nepřeložené knihy
- La frantumaglia (2003; angl. Fragments, 2016)

## Ocenění
- 2016 TIME 100 Most Influential People[29]
- 2016 Man Booker International Prize, za Příběh ztracené holčičky.[30][31]
- 2016 Independent Publisher Book Award - Gold Medal (literary fiction), za Příběh ztracené holčičky.[32]
- 2014 Best Translated Book Award, za Příběh nového jména, přeloženo z italštiny od Ann Goldstein.[33]